# Mumin
A Família Mumin - em sueco:  Mumintrollen - ou a família Moomin, é uma família de ficção literária, criada pela escritora sueco-finlandesa Tove Jansson (1914-2001).
A família vive numa casa no Vale dos Mumin (Mumindalen), e é composta pelo Mumin (Mumintrollet), pela Mãe Mumin (Muminmamma) e pelo Pai Mumin (Muminpappa).
Como vizinhos, eles têm o tímido Sniff, a traquinas Lilla My, o vagabundo Snusmumriken, a namorada de Mumin, Snorkfröken, o vagaroso Hemulen e a nervosa Filifjonkan. Nas montanhas assustadoras a leste do vale, mora a monstruosa Mårran, e um pouco por toda a parte os incompreensíveis Hattifnattarna.

 Em português os livros de Moomins são publicados no Brasil pela editora Autêntica.

## Galeria

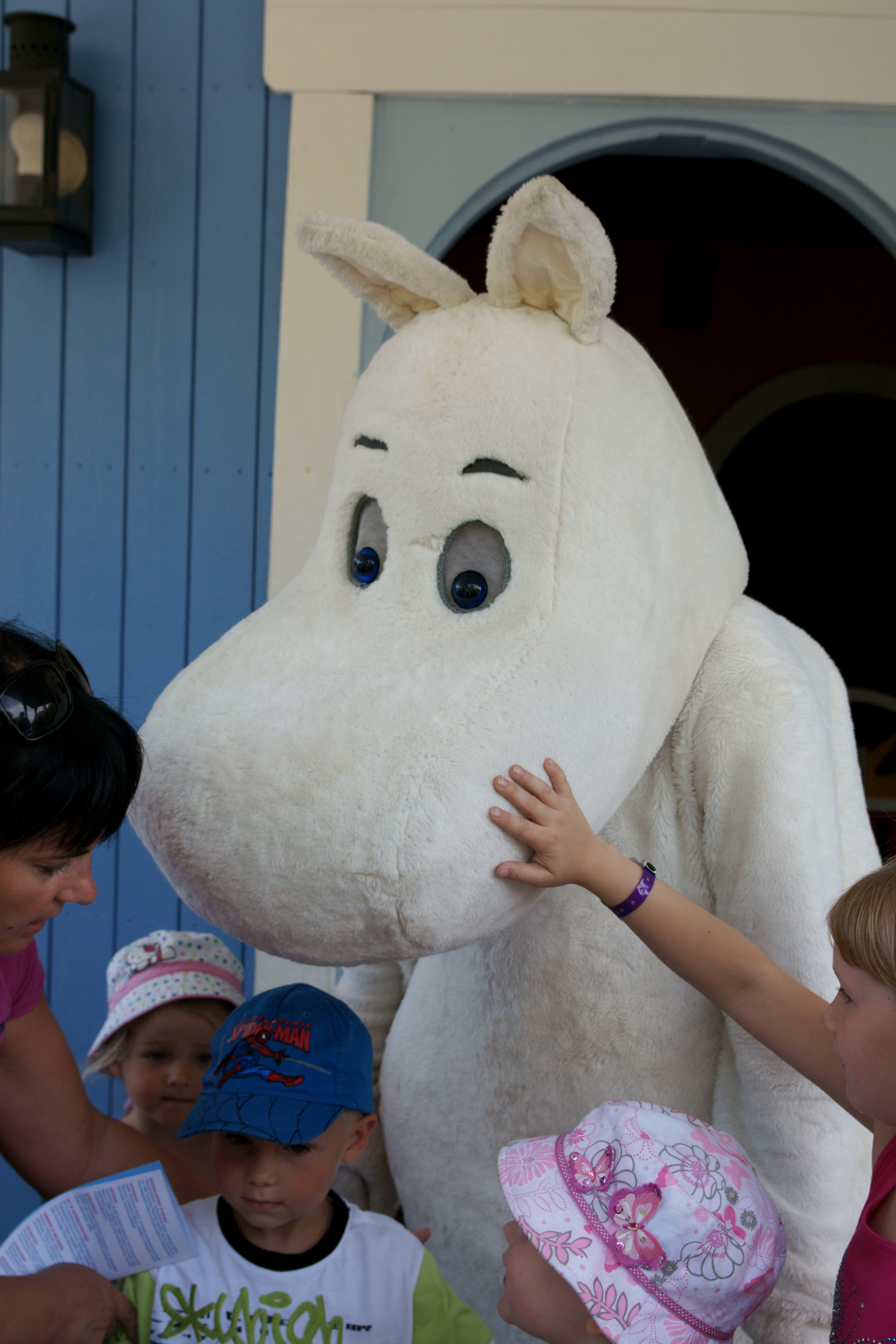
Mumin (Mumintrollet)
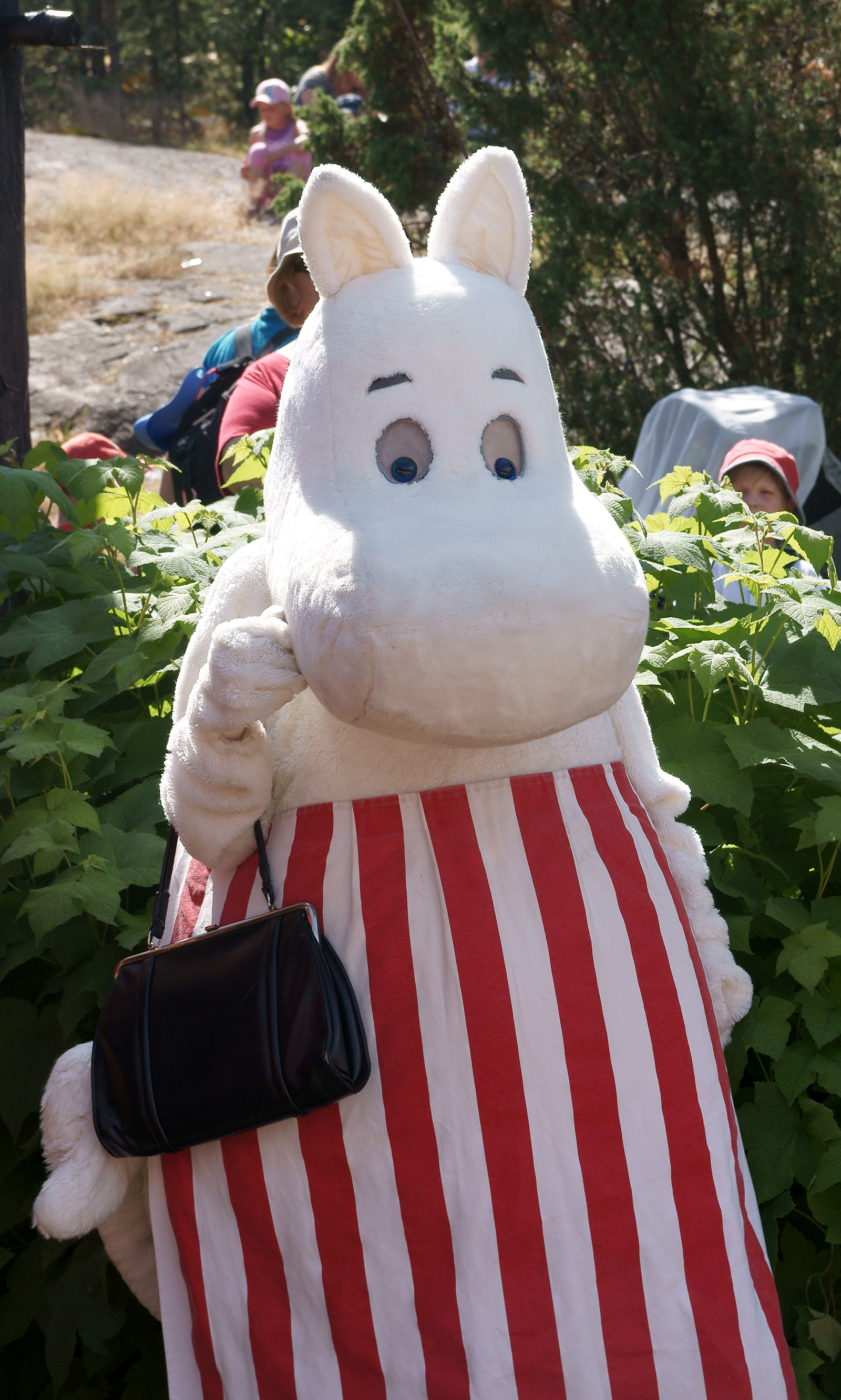
Mãe Mumin (Muminmamma)
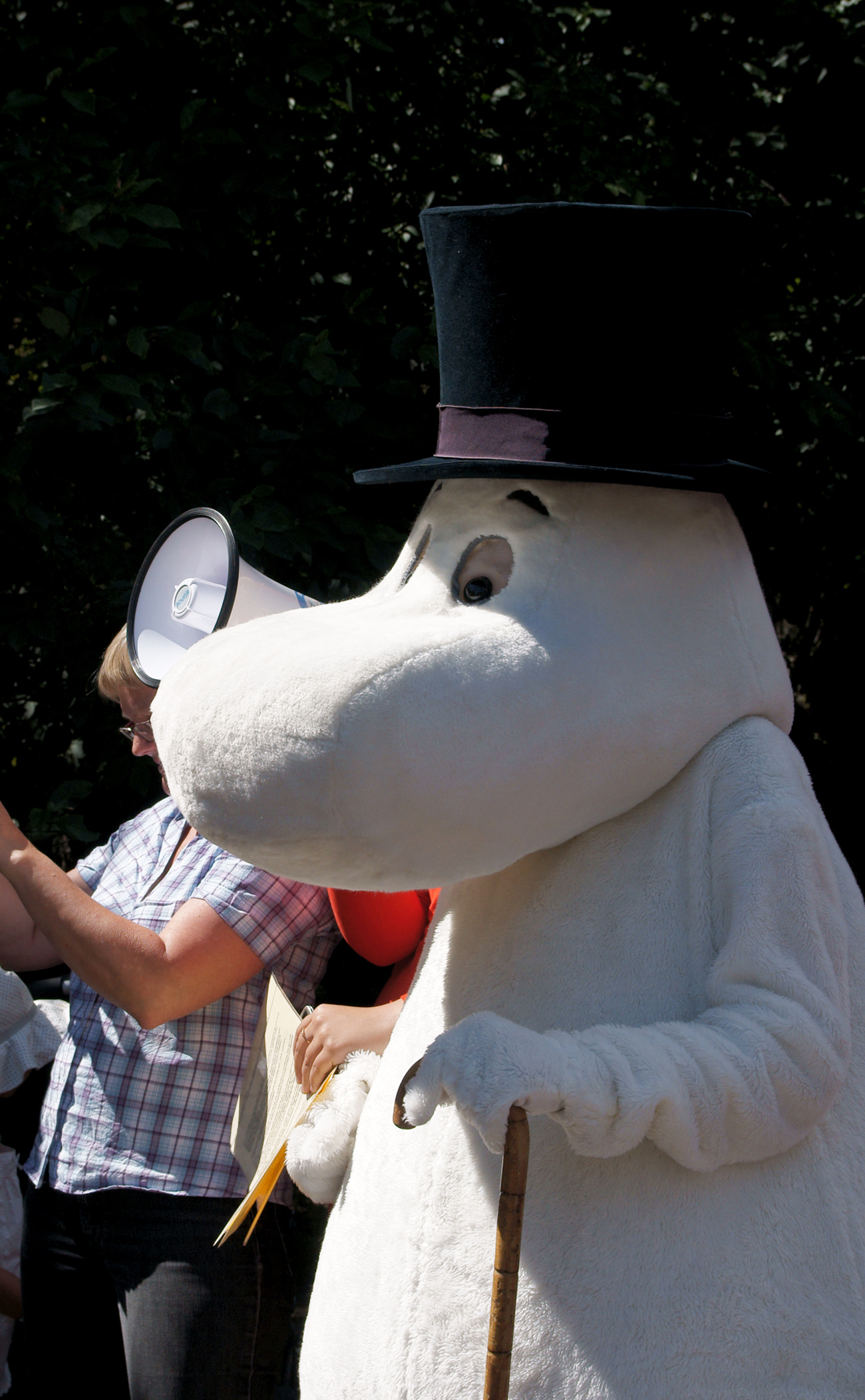
Pai Mumin (Muminpappa)
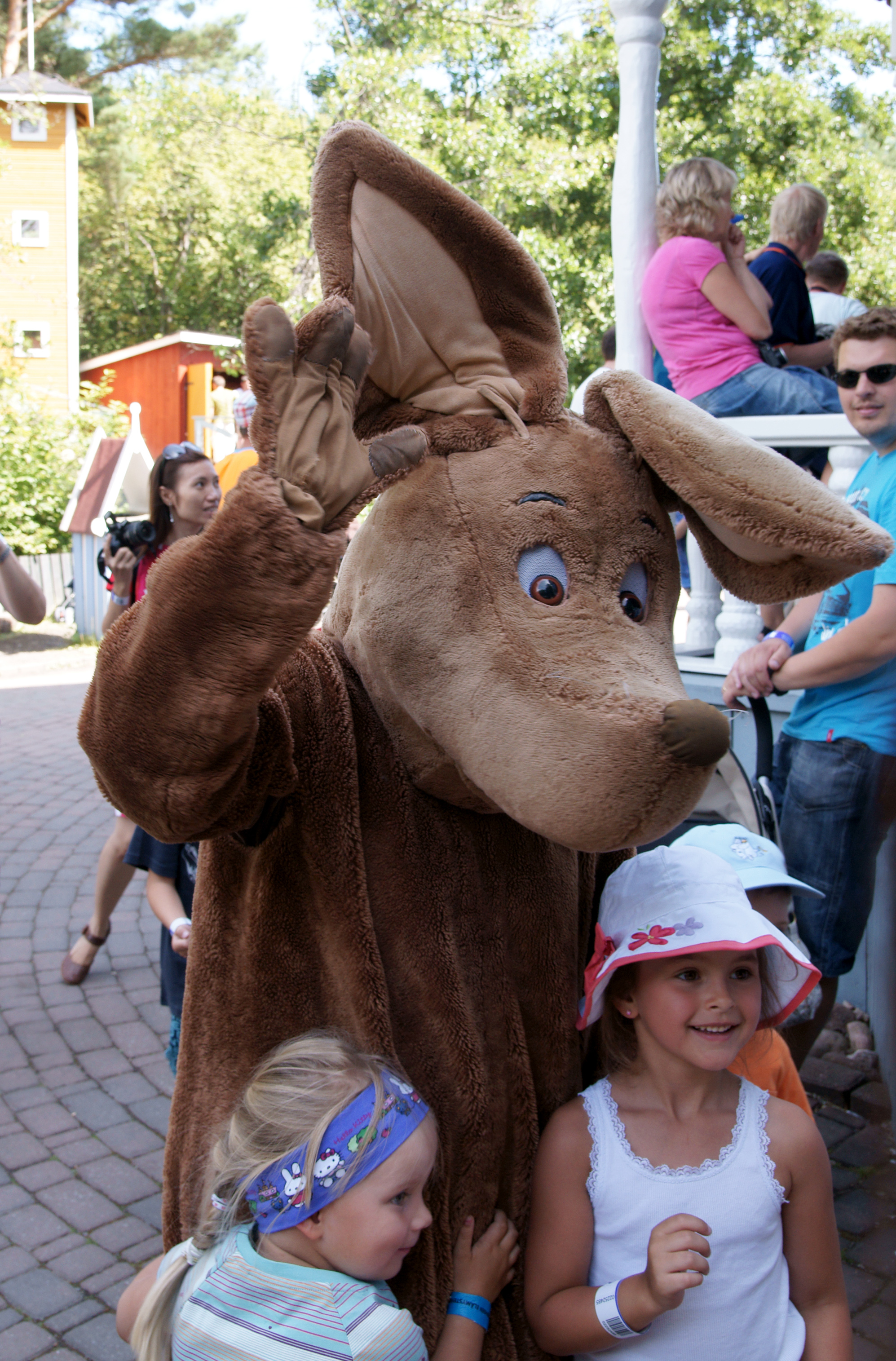
Sniff
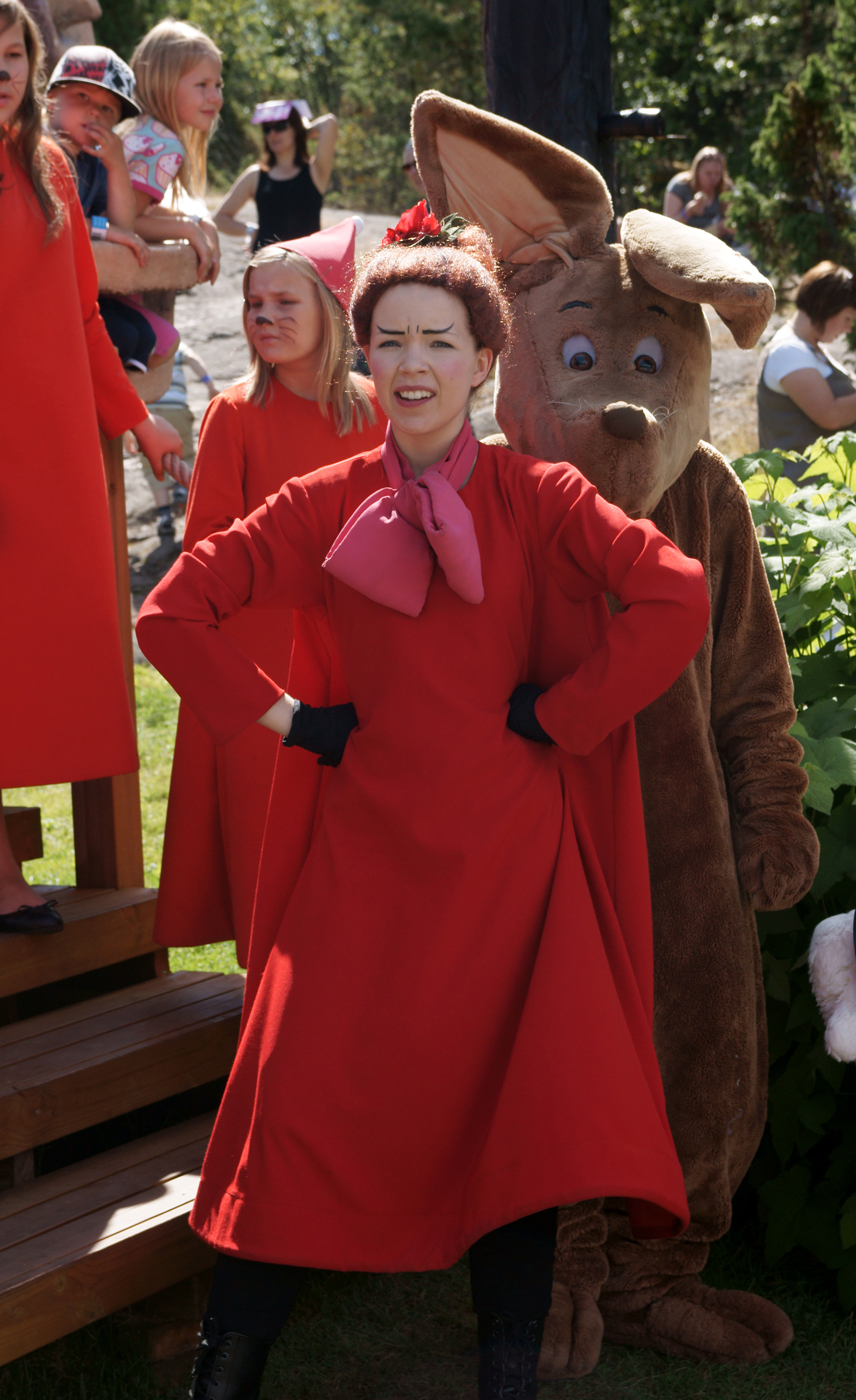
Lilla My
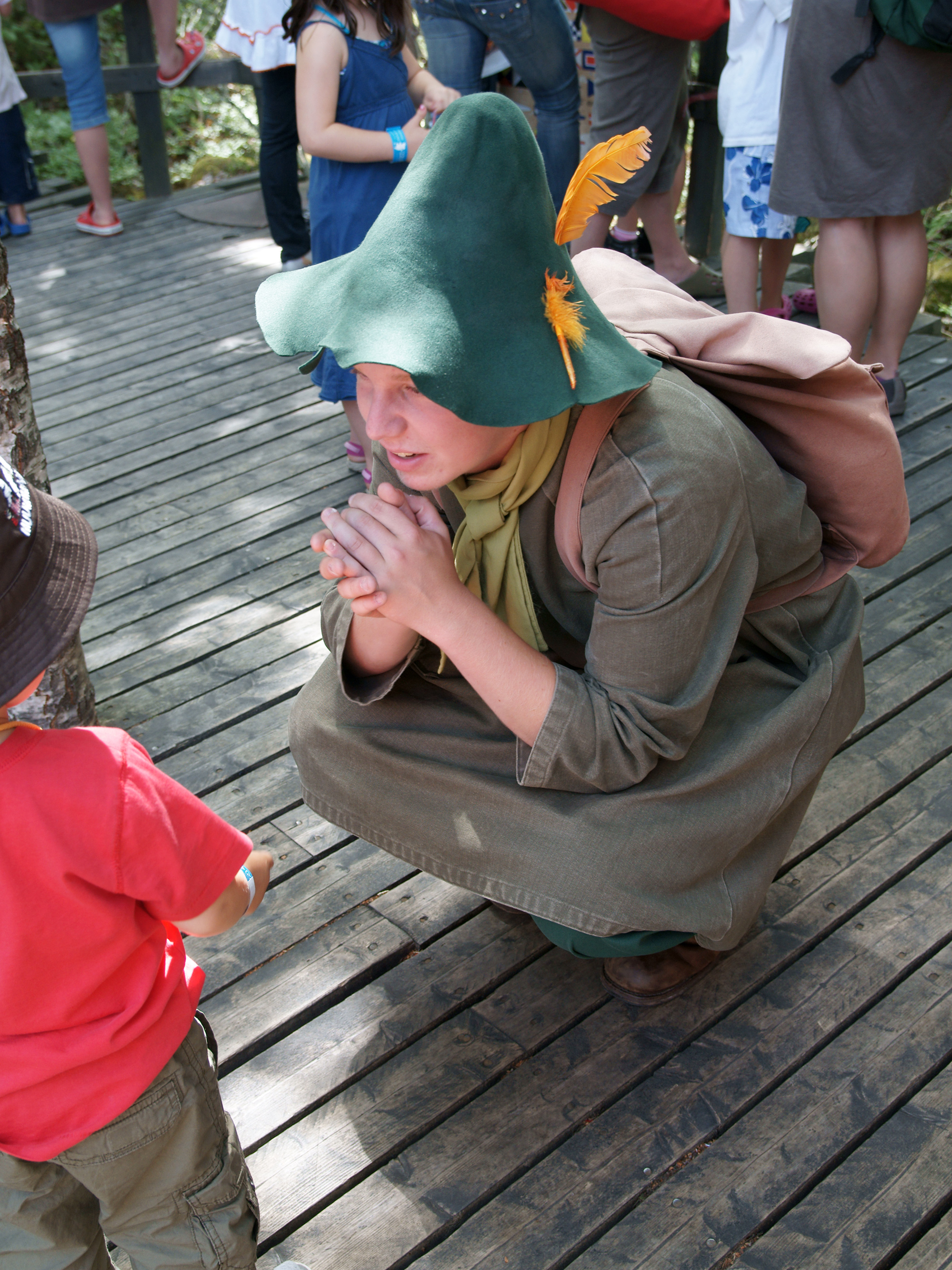
Snusmumriken
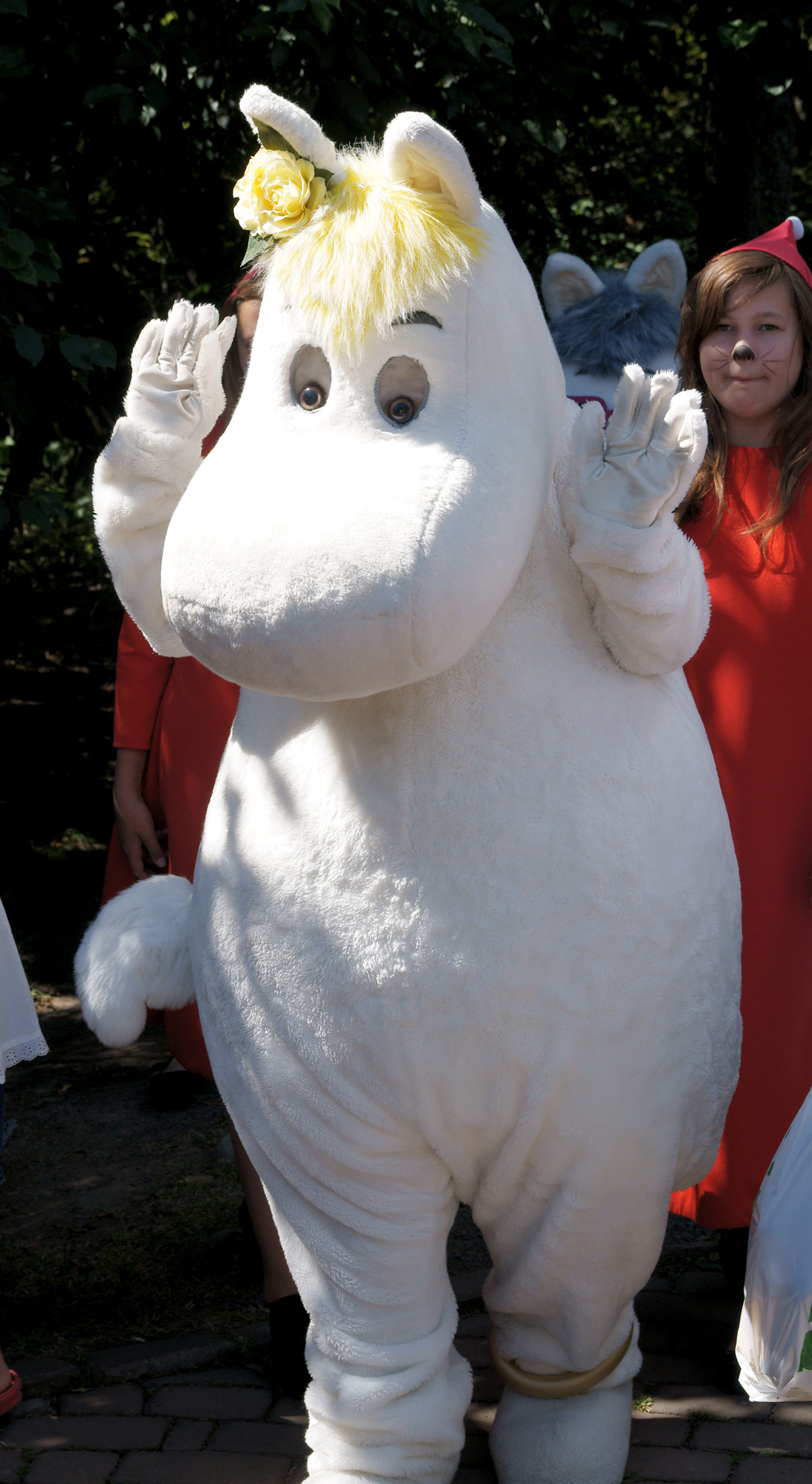
Snorkfröken A namorada de Mumin
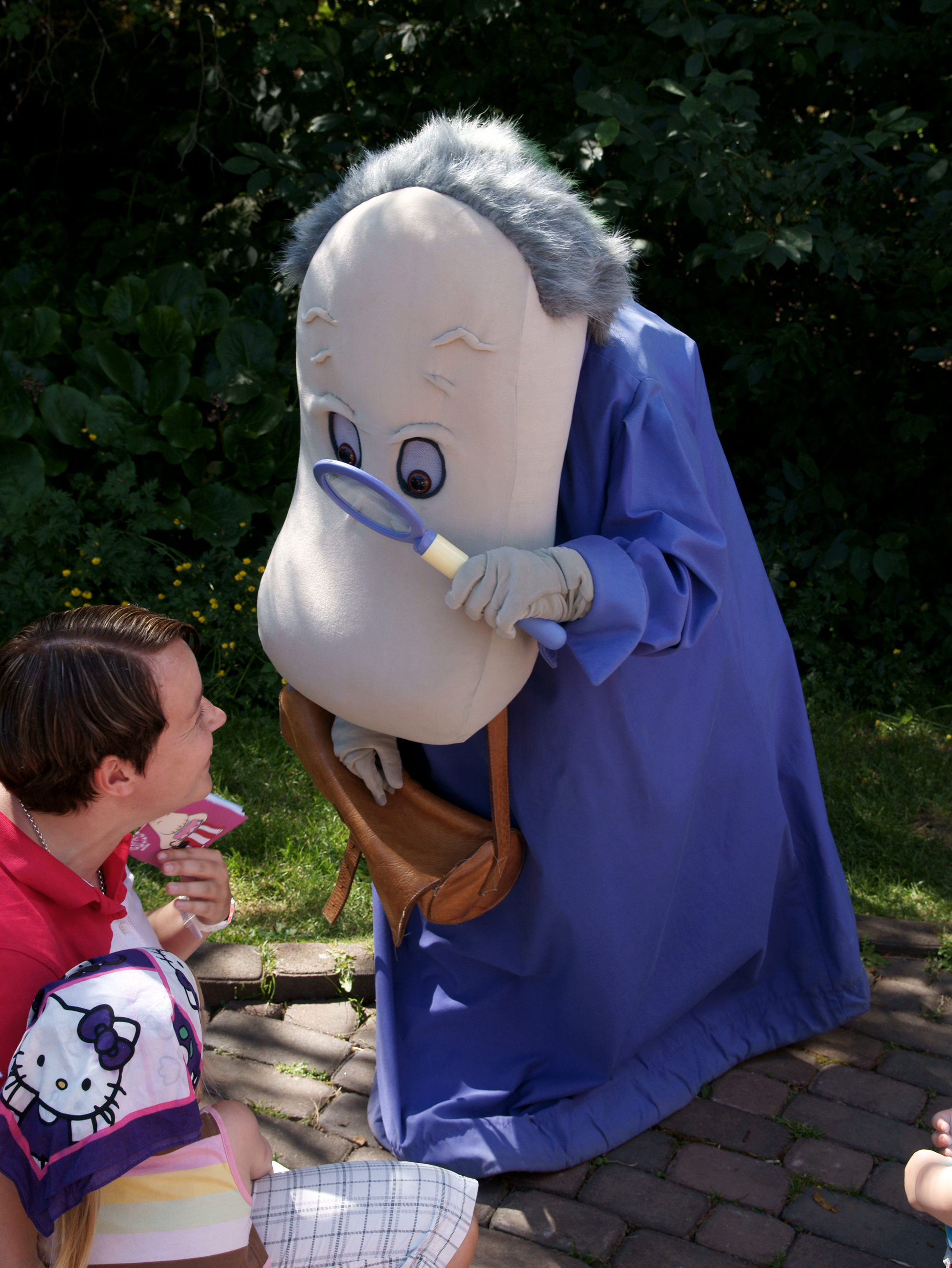
Hemulen
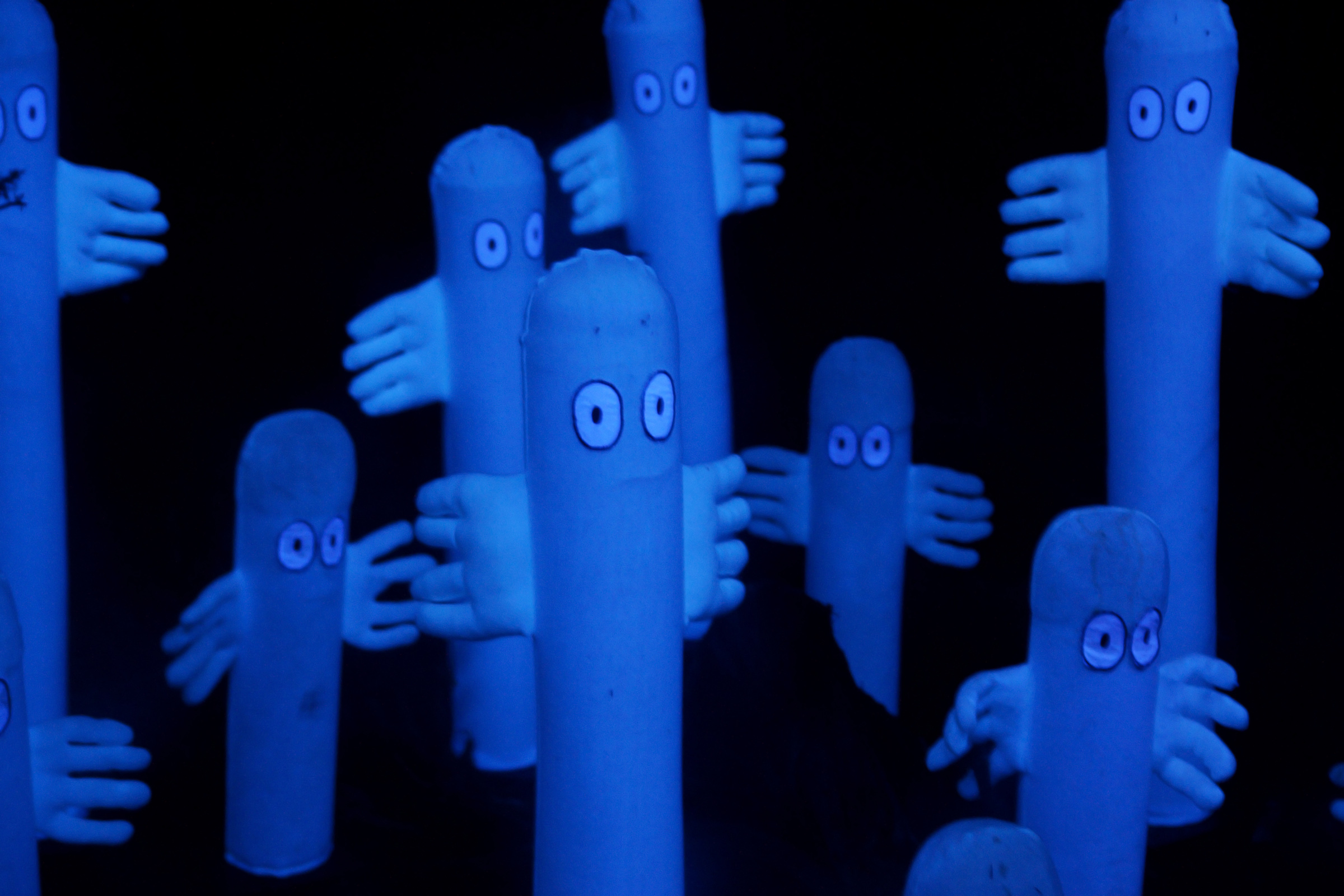
Hattifnattarna
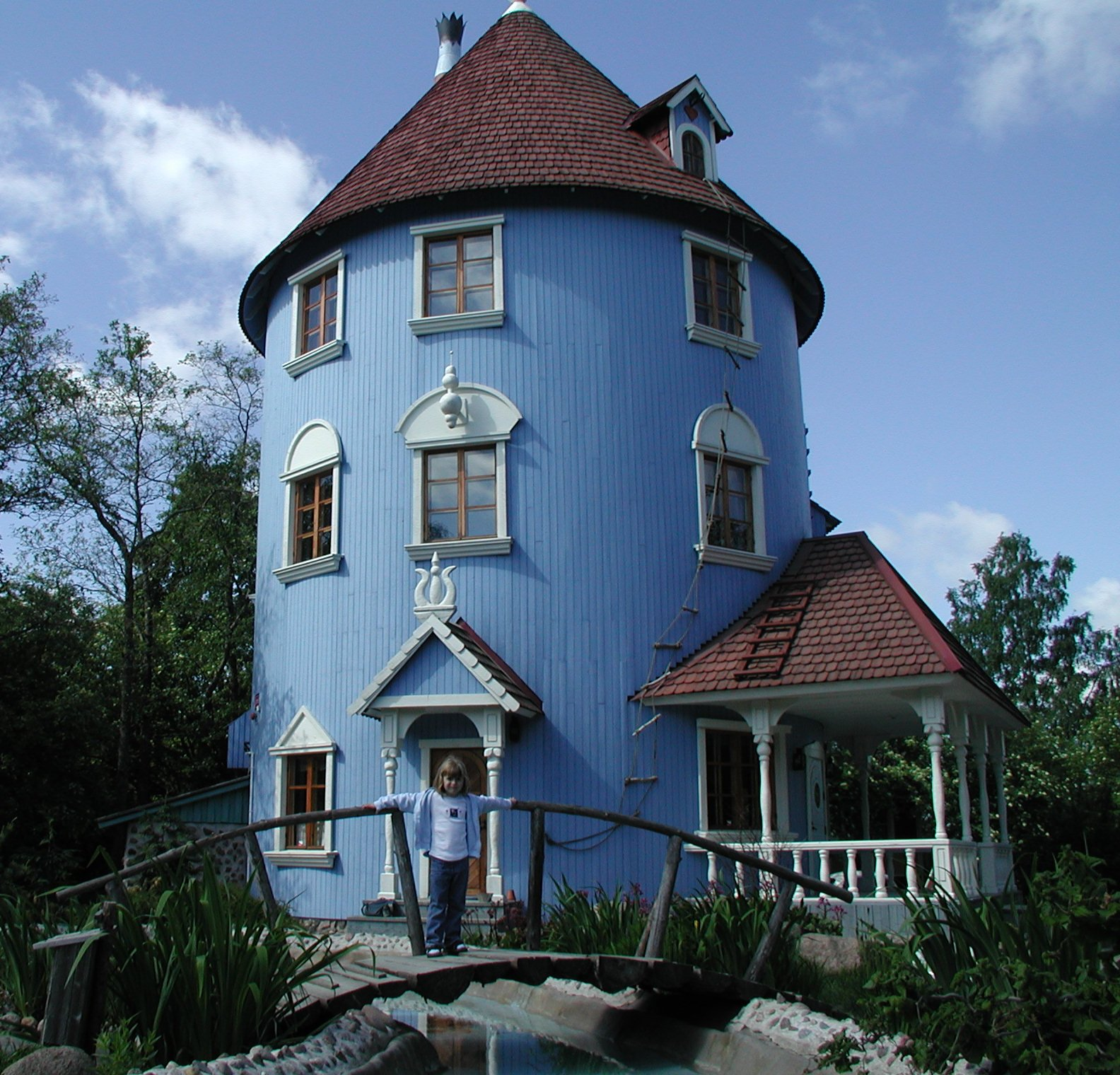
A Casa dos Mumin (Muminhuset)

## Livros com a Família Mumin
- 1945 - Småtrollen och den stora översvämningen
- 1946 - Kometjakten
- 1948 - Trollkarlens hatt
- 1950 - Muminpappans Bravader Skrivna av Honom Själv
- 1954 - Farlig midsommar
- 1957 - Trollvinter
- 1962 - Det osynliga barnet
- 1965 - Pappan och havet
- 1970 - Sent i november

### Edições em português
- A Família Mumin (edição brasileira)  ou A Família dos Mumins (edição portuguesa) [5][6]
- Um cometa na Terra dos Moomins (edição brasileira) ou O Cometa na Terra dos Mumins (edição portuguesa) [7][8]
- Os Moomins e o Chapéu do Mago[9]
- Os Moomins e o Dilúvio[10]